# هوراس مان جونيور
هوراس مان جونيور (بالإنجليزية: Horace Mann Junior) هو أخصائي فطريات وعالم نبات أمريكي، ولد في 25 فبراير 1844 في بوسطن في الولايات المتحدة، وتوفي في 11 نوفمبر 1868 بسبب سل.